# Intelsat 21

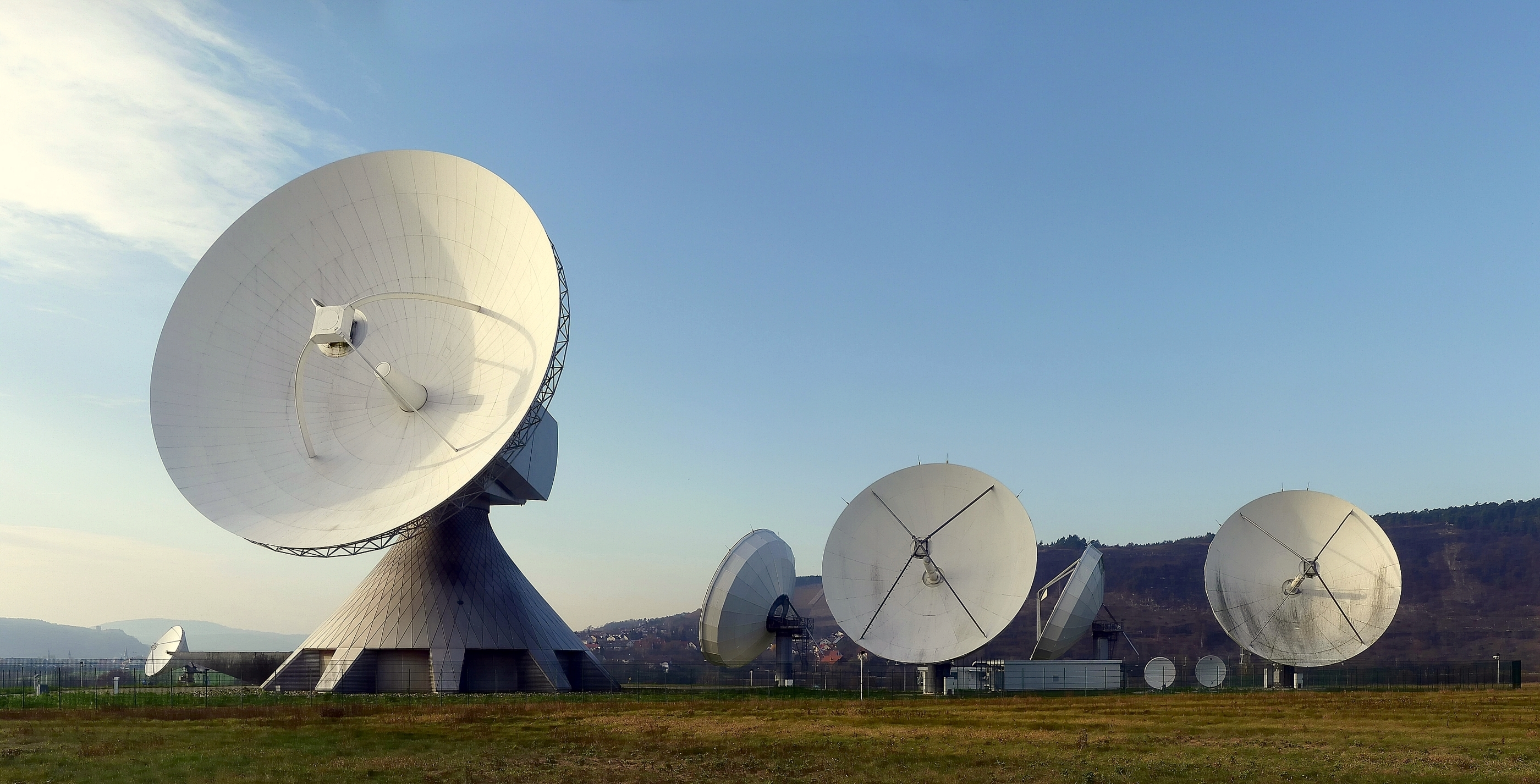
Estación de Fuchsstadt, Alemania para el control satelital desde 1985.

El Intelsat 21 (IS-21) es un satélite geoestacionario de comunicaciones de 5984 kg construido por Boeing Satellite Systems para el consorcio internacional Intelsat usando la plataforma 702MP.
Tiene unas dimensiones de 6,9 x 9,25 metros, así como una envergadura de 36,85 metros con los paneles solares desplegados. Los paneles generan un mínimo de 11,8 kW de potencia. Estará situado sobre América en la longitud 302° este, desde donde ofrecerá servicios de transmisión de datos y televisión, reemplazando al Intelsat 9. Está dotado de 24 transpondedores en banda C y 36 en banda Ku. Su vida útil se estima en 18 años.
El domingo 19 de agosto a las 06:55 UTC, la empresa Sea Launch lanzó un cohete Zenit-3SL (Zenit-2S n.º SL 34) desde la plataforma Odyssey, situada en el océano Pacífico sobre el  ecuador en la longitud 154º oeste. La carga era el satélite de comunicaciones Intelsat 21. La ventana de lanzamiento tuvo una duración de 58 minutos. Los navíos de Sea Launch, la plataforma Odyssey y el buque de control Sea Launch Commander, partieron del puerto de Long Beach, California, el 6 de agosto. El cohete Zenit fue enviado a California por mar desde el puerto ucraniano de Oktyabrsky el 18 de mayo.

## Zenit-3SL
El cohete Zenit-3SL (Zenit-3 Sea Launch) es un lanzador de dos fases más una etapa superior Blok DM-SL capaz de poner 2,9 toneladas en órbita geoestacionaria (GEO) o 6,16 toneladas en órbita de transferencia geoestacionaria (GTO). El Zenit 2 -versión sin tercera etapa- es capaz de situar 13,74 toneladas en órbita baja (LEO). El Zenit-3SL está basado en el lanzador soviético Zenit-3 (11K77) de los años 80 y quema queroseno y oxígeno líquido en todas sus etapas. Hoy en día, este lanzador se construye conjuntamente entre Rusia y Ucrania y es operado por la empresa Sea Launch, cuyo accionista principal es la compañía rusa RKK Energía. En la actualidad, el cohete Zenit puede despegar desde el océano Pacífico (Zenit-3SL) o desde el cosmódromo de Baikonur (Zenit-3SLB y Zenit-3F). La empresa Sea Launch es la encargada de los lanzamientos del Zenit-3SL, mientras que su filial Land Launch supervisa los del Zenit-3SLB. El Zenit-3F es una versión del Zenit con una etapa superior Fregat que se usa para lanzamientos de la agencia espacial rusa Roscosmos.
Las primeras dos etapas del Zenit-3SL están construidas por Yuzhmash en Dnepropetrovsk, Ucrania, según el diseño de Yuzhnoye a partir de una aleación de aluminio (AMg-6 NPP) estándar en la industria aeroespacial soviética. La tercera etapa Blok DM-SL es una versión del Blok DM-2 usada originalmente en el cohete Protón y desarrollada inicialmente para el programa lunar 7K-L1. La Blok DM-2 está fabricada en Moscú por la empresa rusa RKK Energía. Los motores se fabrican mayoritariamente en Rusia por la empresa NPO Energomash, actualmente controlada por RKK Energía.
La primera etapa (11S771, Zenit-2SB80-1) tiene unas dimensiones de 32,9 x 3,9 metros, una masa de 353 toneladas al lanzamiento (33,9 toneladas en seco) y emplea un motor RD-171M de cuatro cámaras de combustión. Fabricado por la empresa rusa NPO Energomash, es el motor de combustible líquido más potente jamás construido. Tiene un empuje de 7259-7908 kN y un impulso específico de 309,5-337,2 segundos. Puede reducir su empuje hasta un 74% del nominal y permite el control del vehículo en sus tres ejes gracias al movimiento de sus toberas, sin necesidad de motores vernier.
La segunda etapa (11S772, Zenit-2SB80-2) tiene unas dimensiones de 10,4 x 3,9 metros, una masa de 89,5 toneladas (9,3 toneladas en seco) y hace uso del RD-120 (11D123) (no confundir con el RD-0120 empleado en el cohete gigante Energía de los 80). Con sus 350 segundos de impulso específico y 834 kN, es uno de los motores de queroseno/LOX para etapas superiores más eficientes y potentes que existen. Fue desarrollado específicamente para el Zenit por NPO Energomash y puede reducir su empuje hasta el 78% del nominal. La segunda etapa usa un motor vernier RD-8 (11D513) de cuatro cámaras con un empuje de 78 kN fabricado por la empresa ucraniana Yuzhnoye. El tanque de queroseno de esta fase tiene una curiosa forma toroidal y rodea al motor para ahorrar espacio. La tercera etapa Blok DM-SL también emplea queroseno y oxígeno líquido y puede encenderse hasta en tres ocasiones, permitiendo diversas trayectorias para la inserción en órbita geoestacionaria. Usa un motor 11D58M (RD-58M) con una tobera de carbono-carbono que puede girar en dos ejes para ofrecer control de guiñada y cabeceo. El control de giro se efectúa, como en otros muchos motores, gracias a los gases de escape de la turbina. Además, el Blok DM-SL tiene dos pequeños motores hipergólicos para mantener el giro y garantizar que los propergoles estén el fondo de su tanque antes de cada encendido (ullage engines). Se trata de una versión de la famosa etapa Blok-D, diseñada en los años 60 para llevar cosmonautas alrededor de la Luna en la nave 7K-L1 (Zond) usando un cohete Protón.

## Lanzamiento
La empresa Sea Launch tiene su base de operaciones en Home Port (Long Beach, California). De allí parten las dos naves que forman la infraestructura naval de la empresa: el buque Sea Launch Commander y la plataforma Odyssey.
Instalaciones del Home Port en Long Beach (Sea Launch/Chris Miller).
El Sea Launch Commander también es denominado Assembly and Command Ship (ACS) y como su nombre indica sirve para realizar las tareas de procesado de los cohetes, además de ser el centro de control durante el lanzamiento. Este barco fue construido por el astillero Govan, en Escocia. En otoño de 1997 fue equipado en Rusia con sistemas para el control de los cohetes Zenit y llegó a Home Port el 13 de julio de 1998. Tiene 203 metros de eslora y 32,2 metros de manga, una velocidad máxima de 19,6 nudos y un desplazamiento de 30 800 toneladas.
La plataforma de lanzamiento Odyssey o LP (Launch Platform) es una antigua plataforma petrolífera reconvertida a rampa de lanzamiento en los astilleros Rosenberg, en Stavanger (Noruega). Sus dimensiones son de 133 m x 66,8 m, tiene una velocidad de 12 nudos y su masa en vacío es de 27 400 toneladas, aunque una vez semisumergida alcanza las 46 000 toneladas. Odyssey tiene un hangar para el procesado final de los cohetes, su colocación en posición vertical y carga de combustible. La plataforma incorpora los mismos sistemas de despegue  automático que emplea el Zenit en Baikonur. En Home Port se encuentra además la Payload Processing Facility (PPF) para la preparación de la carga útil antes de la misión antes de transportarla al Sea Commander. El Zenit se monta a bordo del ACS en Home Port. Tras recibir la carga útil con la cofia, el cohete se traslada del Sea Launch Commander a la plataforma Odyssey mientras ambas naves están aún en el puerto. Una vez en la plataforma, el Zenit se traslada al hangar de la Odyssey. Tras navegar hasta la zona de lanzamiento (la Odyssey parte antes), el cohete se coloca en posición vertical. La travesía dura unos 10-12 días navegando a 10,1 nudos).
Secuencia de lanzamiento del Zenit-SL con el Intelsat 21:
- T+ 0  s: orden de lanzamiento.
- T+ 5 s: despegue.
- T+ 2  min 30 s: separación de la primera etapa.
- T+ 3 min 44 s: separación de la cofia.
- T+ 8 min31 s: separación de la segunda etapa.
- T+ 8 min 41 s: primer encendido de la etapa Blok DM-SL.
- T+ 30 min 07 s: separación del satélite en órbita de transferencia geoestacionaria.

## Huella Satelital (Cobertura Satelital)
- Banda C West Hemi Beam
- Teletransporte de Atlanta : 12 m
- Teletransporte de Napa: 11.1 m
- Plataforma MCPC (Enlace ascendente desde: Atlanta Teleport , Napa Teleport ).
- Banda Ku Brasil
- Haz de movilidad de banda Ku Ladera de montaña: 9 m

## Parámetros clave
Parámetros clave de la banda C:
- Capacidad configurable	 	24 (en unidades equivalentes de 36 MHz).
- Polarización	 	Lineal - Horizontal o Vertical.
- Frecuencia de enlace descendente	 	3700 a 4200 MHz.
- Pire típico de la cobertura	 	> 31.3 dBW.
- Frecuencia de enlace ascendente	 	5925 a 6425 MHz Beam Peak G / T	 	Hasta 2.5 dB / K

Parámetros clave de banda Ku:
- Capacidad configurable	 	36 (en equivalente de 36 MHz).
- Polarización	 	Lineal - Horizontal o Vertical.
- Frecuencia de enlace descendente	 	11,45 a 12,20 GHz.
- Pire típico de la cobertura	 Brasil:	> 45.5 dBW.
- Movilidad:	> 44.8 dBW Frecuencia de enlace ascendente	 	14.00 a 14.50 GHz Beam Peak G / T	 Brasil:	Hasta 6.1 dB / K
- Movilidad:	Hasta 3.5 dB / K

## Glosario
- Haz de ventaja 	 EIRP, G / T o contorno de densidad de flujo correspondiente al rendimiento mínimo en un área de cobertura.
- Haz pico	Un solo punto dentro de un área de cobertura con el rendimiento más alto (es decir, EIRP, densidad de flujo o G / T).
- dBW	Un decibel referenciado a un vatio. Expresa unidades de decibelios superiores a 1 W. X (dBW) = 10 log 10 (X / 1 W) Enlace descendente	Un enlace de transmisión que transporta información de un satélite o nave espacial a la tierra. Típicamente, los enlaces hacia abajo llevan telemetría, datos y voz.
- EIRP (potencia radiada isótropa efectiva)	En una dirección dada, la ganancia de una antena transmisora multiplicada por la potencia neta aceptada por la antena del transmisor conectado.
- G / T (ganancia de antena a temperatura de ruido)	La relación entre la ganancia y la temperatura de ruido de la antena. Por lo general, se específica la cifra de mérito del sistema receptor de antena. Para este caso, la cifra de mérito es la ganancia de la antena dividida por la temperatura de ruido del sistema referida a los terminales de la antena. La cifra de mérito del sistema en cualquier plano de referencia en el sistema de RF es la misma que la tomada en los terminales de la antena, ya que tanto la ganancia como la temperatura de ruido del sistema se refieren al mismo plano de referencia en los terminales de la antena. Punto de presencia (POP)	Un POP es una ubicación de interconexión física donde redes de telecomunicaciones separadas se encuentran y se comunican entre sí.
- Polarización	Esa propiedad de una onda electromagnética radiada que describe la dirección y amplitud variables en el tiempo del vector de campo eléctrico: específicamente, la figura trazada en función del tiempo por la extremidad del vector en una ubicación fija en el espacio, según se observa en la dirección de propagación.
- Teleport	Un telepuerto es una ubicación física y una interfaz entre un sistema de satélite y redes de telecomunicaciones en tierra. Incluye una variedad de antenas parabólicas, estaciones terrenas y equipos de tierra de apoyo.
- Transpondedor	Una combinación de receptor / transmisor que recibe una señal y la retransmite a una frecuencia de portadora diferente. Los transpondedores se utilizan en satélites de comunicación para volver a irradiar señales a estaciones terrenas o en vehículos espaciales para devolver señales de medición.
- Enlace ascendente 	Un enlace de tierra a satélite.